# Skillingsfors
Skillingsfors is een plaats in de gemeente Eda in het landschap Värmland en de provincie Värmlands län in Zweden. De plaats heeft 59 inwoners (2005) en een oppervlakte van 22 hectare.